# 布格琳德·波拉克
布格琳德·波拉克（德語：Burglinde Pollak，1951年6月10日—），德国女子田径运动员。她曾代表东德参加1972年、1976年和1980年夏季奥林匹克运动会田径比赛，获得二枚铜牌。